# Krystal Ball

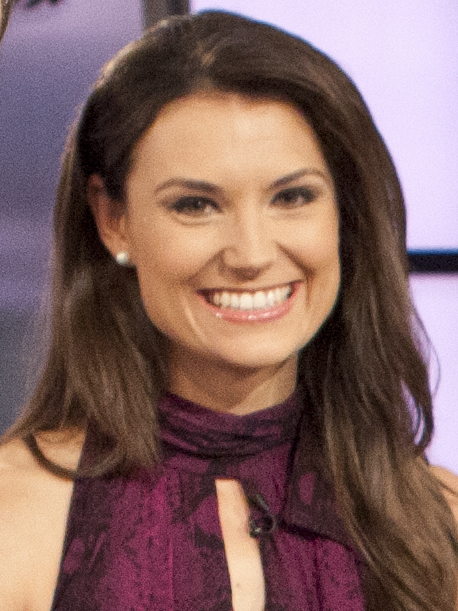
Krystal Ball, um 2014

Krystal Marie Ball (* 24. November 1981 in King George County, Virginia) ist eine US-amerikanische politische Kommentatorin, Fernseh- und Internetmoderatorin.

## Leben und Tätigkeit
Ball wuchs im US-Bundesstaat Virginia als drittes Kind eines Geologen und einer Lehrerin auf. Ihren ungewöhnlichen Namen, der für amerikanische Ohren wie der Begriff crystal ball (d. h. die Kristallkugel von Wahrsagern) klingt, verdankt sie dem Umstand, dass ihr Vater, ein Geologe seine Abschlussarbeit über Kristalle (crystal) verfasst hatte und das Wortspiel erheiternd fand, das sich daraus ergab, seinen Familiennamen mit dem gängigen weiblichen Vornamen Krystal zu kombinieren.
Sie besuchte die King George High School im gleichnamigen County und studierte anschließend an der Clemson University und der University of Virginia, die sie mit einem Bachelor-Abschluss im Fach Wirtschaftswissenschaften verließ.
Im Jahr 2010 bewarb Ball sich als Kandidatin der Democratic Party für einen Sitz im amerikanischen Repräsentantenhaus im 1. Wahlbezirk des US-Bundesstaates Virginia, einer Hochburg der Republikanischen Partei. Sie unterlag dabei deutlich gegen den republikanischen Amtsinhaber Rob Wittman mit 34 % zu 63 % der abgegebenen Stimmen. Während des Wahlkampfes trug sich ein kleiner Medienskandal zu, als Fotos publik wurden, die Ball während einer studentischen Weihnachtsfeier zeigten, während sie einem Sexspielzeug, das ihr damaliger Freund auf dem Kopf trug (einem Rentiergeweih mit einer rote leuchtenden Dildo-Nase), in einer neckischen Geste einen Kuss gab. Der Vorfall und ihr weithin als ansprechend angesehenes äußeres Erscheinungsbild brachten ihr während des Jahres 2010 ein großes Maß an medialer Aufmerksamkeit, insbesondere durch die drei großen US-Kabelnachrichtensender CNN, Fox New und MSNBC, ein.
Nach ihrer Niederlage in der Kongresswahl von 2010 verdingte Ball sich als Verfasserin politische Beiträge für HuffPost sowie als regelmäßiger kommentierender Gast in Sendungen von MSNBC.
Von 2012 bis 2015 arbeitete Ball als Kommentatorin und Moderatorin für den US-Kabelnachrichtensender MSNBC. Von Juni 2015 bis Juli 2015 war sie einer von vier Moderatoren, die gemeinsam durch die Sendung The Cycle, die im Nachmittagsprogramm des Senders ausgestrahlt wurde, führten. Bei dieser handelte es sich um eine Gesprächs- und Diskussionsshow, in der die Moderatoren untereinander und mit Gästen, das politische, mediale und gesellschaftliche Tagesgeschehen erörterten. Ko-Moderatoren waren Steve Kornacki, Touré und S.E. Cupp. Eigenen Angaben zufolge brachte ein Monolog, den sie in einer Sendung von The Cycle von 2014 vortrug, in dem sie ihre Argumente darlegte, weshalb Hillary Clinton keine geeignete Kandidatin für das US-Präsidentenamt sei, da sie politisch derart beschädigt sei, dass sie deutlich geringere Chancen hätte, die Wahl im Falle ihrer Nominierung zu gewinnen, als andere Kandidaten, und in dem Ball Clinton sogar direkt dazu aufforderte, nicht als Kandidatin in der Präsidentschaftswahlkampf für die im Jahr 2016 anstehende Präsidentenwahl einzutreten, ihr Schwierigkeiten mit dem Management von MSNBC ein: Der Sender-executive Andrew Lack, der politisch eng mit der Demokratischen Partei verbandelt gewesen sei, hätte sie kurz nach ihrem Monolog in sein Büro gerufen, ihr mitgeteilt, dass Vertreter der Demokratischen Partei sich bei ihm über ihre Stellungnahme beschwert hätten, und sie ermahnt, derart weitgehende Kommentare zukünftig nicht mehr in Live-Sendungen vorzutragen, ohne diese vorher der Sendeleitung zur Prüfung vorgelegt zu haben.
Von 2018 bis 2021 moderierte Ball die von der Washingtoner Nachrichtenplattform The Hill, auf dem Internetkanal von The Hill ausgestrahlte, tägliche morgendliche Nachrichtensendung Rising (auch: The Hill’s Rising). Ihr Co-Moderator war dabei kurzzeitig der Konservative Buck Sexton, der bald durch Saagar Enjeti ersetzt wurde. Die Sendung bot eine Mischung aus Berichten zum aktuellen politischen Geschehen, Kommentaren der Moderatoren über dieses, Interviews mit zugeschalteten Gästen sowie Diskussionen der Moderatoren miteinander (wobei Ball den linken/liberalen Standpunkt zu den erörterten Fragen einnahm, während ihrer Co-Moderator die konservative/rechte/republikanische Position besetzte). Die Sendung erwies sich als ein Überraschungshit mit einer großen Zahl von Aufrufen der Livesendung bzw. der anschließend ins Internet gestellten Clips der Einzelsegmente der jeweiligen Sendung. Aufgrund des Erfolges der Sendung und in dem Bestreben, der editorischen Bevormundung durch The Hill bei der Auswahl der in den Sendungen präsentierten Themen und der von ihnen eingenommenen Perspektiven zu entgehen, erklärten Ball und Enjeti im Mai 2021, ihre Sendung und The Hill nach Ablauf ihres Vertrages zu verlassen, um sich stattdessen mit einer eigenen Internetplattform selbständig zu machen.
Im Sommer 2021 gründete Ball zusammen mit Enjeti das Unternehmen Breaking Points (Bruchstellen), das die gleichnamige Internetnachrichtensendung und einige weitere Programme produziert. Die meisten dieser Sendungen werden in einem Studio in Washington D.C. aufgenommen und als Podcast sowie über verschiedene Internetplattformen wie Youtube verbreitet. Der inhaltliche Zuschnitt entspricht im Wesentlichen dem von Rising. Der Youtube-Kanal der Sendung hat eine Abonnentenzahl von mehr als 1,5 Millionen (Stand 2024). Zu bekannten Persönlichkeiten, die als Gäste in der Sendung aufgetreten sind, gehören Kongressabgeordnete wie Ro Khanna, Senatoren wie Rand Paul, Gouverneure wie Doug Burgum und Politiker von dritten Parteien wie Robert F. Kennedy Jr. und Jill Stein.
Parallel zu ihrer Tätigkeit für The Hill bzw. Breaking Points moderiert Ball seit 2021 gemeinsam mit dem Youtuber Kyle Kulinski (den sie 2023 heiratete) den wöchentlichen Podcast Krystall, Kyle & Friends, eine im Internet ausgestrahlte Interviewsendung.

## Ehe und Familie
In erster Ehe war Ball mit dem Unternehmer Jonathan Dariyanani verheiratet. Aus der Ehe gingen zwei Kinder hervor.
In zweitere Ehe heiratete Ball im Mai 2023 den Internet-Moderator Kyle Kulinski.

## Schriften
- Reversing the Apocalypse: Hijacking the Democratic Party to Save the World, 2017.
- The Populist’s Guide to 2020: A New Right and New Left Are Rising, 2020.